# Nerophis
Nerophis of de wormzeenaalden is een geslacht van vissen uit de familie Syngnathidae, waartoe ook de zeepaardjes behoren. Ze lijken erg op de Syngnathus maar missen een duidelijke staartvin. Het geslacht heeft drie soorten, waarvan er één in het kustwater van de Lage Landen is waargenomen.

## Soortenoverzicht
- Nerophis lumbriciformis (Jenyns, 1835) – Kleine wormzeenaald
- Nerophis maculatus Rafinesque, 1810
- Nerophis ophidion (Linnaeus, 1758)

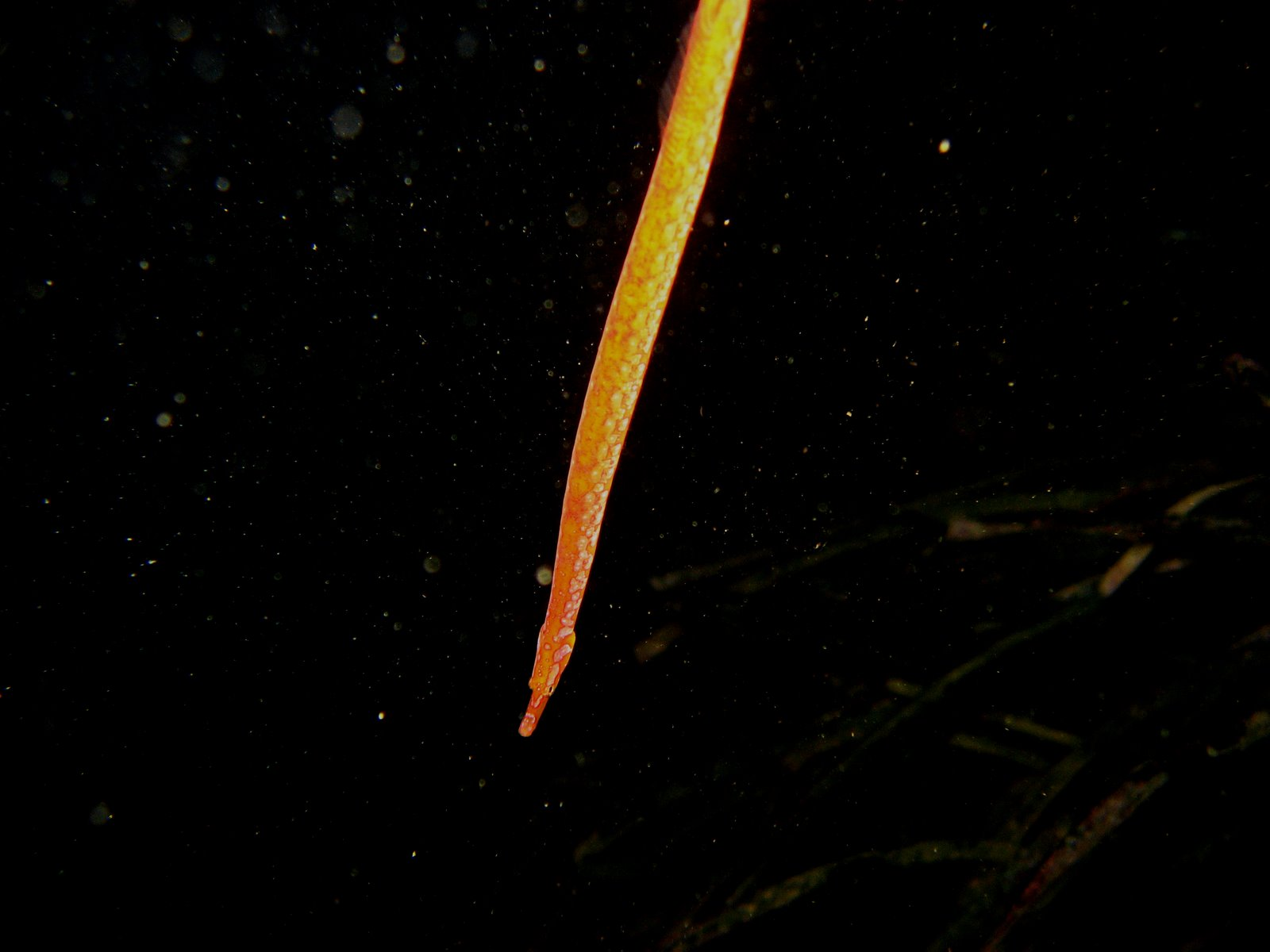
Nerophis maculatus
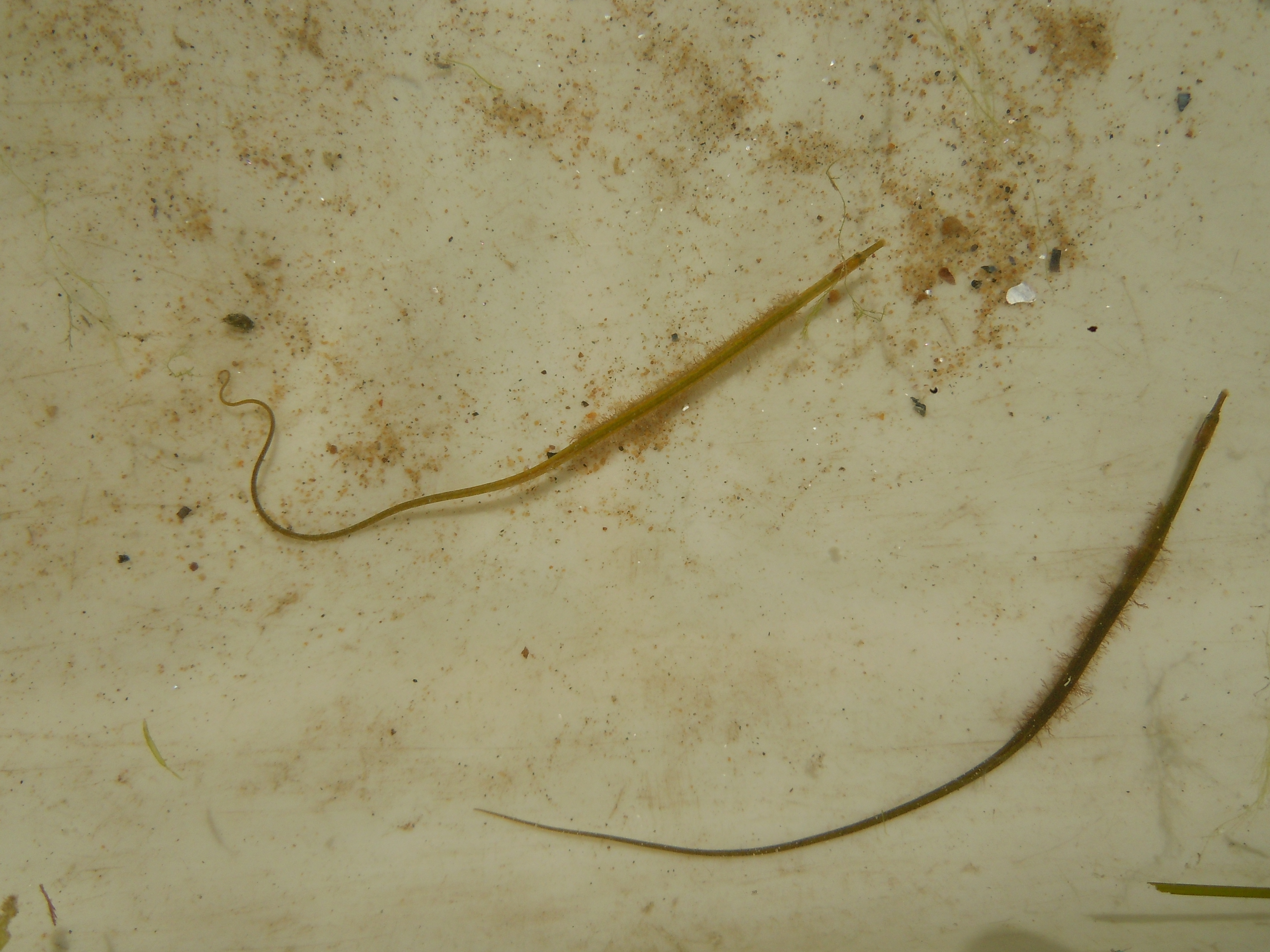
Nerophis ophidion